# Цицерон
Вижте пояснителната страница за други личности с името Цицерон.
Марк Ту̀лий Цицеро̀н (на латински: Marcus Tullius Cicero) е римски държавник, най-прочутият оратор на Рим, адвокат, писател, философ и консул. Известен е като най-големия стилист на латинската проза. Животът му съвпада с упадъка на Римската република, а заедно с това е бил и важен фактор в много от най-значимите политически събития на своето време. Роден е на 3 януари 106 г. пр. Хр. в Арпинум, Лацио.

## Произход и образование
Марк Тулий Цицерон е най-възрастният син на римския конник (екви) със същото име и Хелвия. Той има по-малък брат Квинт Тулий Цицерон, с когото е цял живот тясно свързан.
Неговата фамилия е от висшата класа на Арпинум, град в територията на волските в южен Лацио, чиито жители от 188 пр.н.е. имат римско гражданство. От околностите на Арпинум произлиза също и генералът и държавник Гай Марий, чийто племенник Марк Марий Грацидиан е братовчед на бащата на Цицерон. Грацидия, сестра на Марий Грацидиан, е омъжена за политика Луций Сергий Катилина.
Неговото когномен (допълнително име) Cicero, произлиза вероятно от латинската дума cicer („нахут“). Цицерон отказва в началото на кариерата си да промени допълнителното си име, както го съветват приятелите му. Той искал да го направи по-известно от Скавър („с щръкнали кокали“) и Катул („кученцето“). Фамилията Тулии произлиза от римския цар Сервий Тулий и консул Маний Тулий Лонг. Плутарх предполага един вероятен произход от Тул Атий, цар на волските.
Неговата фамилия се мести през 102 пр.н.е. в Рим. Като конническа, тя принадлежи към второто по важност съсловие (в древната римска Република съсловията на свободните граждани са три в низходящ ред: патриции, конници и плебеи). През 90 пр.н.е. Цицерон получава toga virilis. Първото си образование Цицерон получава в дома на Луций Лициний Крас, приятел на Гай Акулеон, съпругът на сестрата на майка му. Там се запознава с прочутия оратор Марк Антоний Оратор. Още от дете Цицерон говори старогръцки и е образован класически. Според Плутарх той бил прочут ученик.
След смъртта на Крас 91 пр.н.е. той следва заедно с Тит Помпоний Атик, който цял живот е негов приятел и „втори брат“, право при Квинт Муций Сцевола, също реторика, литература и философия в Рим. Първо се занимава с превод на гръцки поети като Омир и на около двадесет години започва да превежда философската терминология на латински.

## Първи успехи
След военната си служба през Съюзническата война (91 – 88 пр.н.е.) при Гней Помпей Страбон и Сула (негов далечен роднина) Цицерон става адвокат. Неговата първа реч в съда е от 81 пр.н.е. (Pro Quinctio).
През 79 г. пр.н.е. Цицерон продължава следването си в Гърция и Мала Азия, които тогава са част от Римската република. Той се връща в Рим през 77 пр.н.е. и започва своята кариера като политик и адвокат.

## Политически виждания
В творчеството на Цицерон от гледна точка на политологичната проблематика се открояват три теоретични трактата, написани през периода от 55 до 51 г. пр. Хр.: „За оратора“ („De oratore“), „За държавата“ („De republica“) и „За законите“ („De legibus“). И трите трактата са написани по маниера на диалозите на Платон и Аристотел. Трактатът „За оратора“, посветен на теорията на красноречието, е завършен през есента на 55 година пр. Хр. (Цицерон съобщава това в едно от писмата си до Атик). Трактатът „За държавата“ е започнат през 54 година пр. Хр., малко преди заминаването на Цицерон за Киликия. След него се появява трактатът „За законите“. И в този случай Цицерон използва метода на Платон, който допълва своята „Държава“ (диалог на идеалната държава) е написан от по-практични позиции труд – „Законите“.
Може би най-известният диалог на Цицерон е „За държавата“, станал широко известен още на съвременниците му. Един от тях – Марк Целий Руф, пише на Цицерон в Киликия през 51 пр.н.е.: „Твоите книги за държавата се ценят високо от всички“.
Общата конструкция на трактата, написан под формата на диалог, е следната: първа и втора книга са посветени на въпроса за най-доброто държавно устройство, трета и четвърта книга – на философското обосноваване на понятието държава (въз основа на идеята за справедливост), а пета и шеста – на въпроса за качествата на най-подходящия държавен деец.
Цицерон не прави изключение от античната традиция в изследванията за държавата, които се свеждат до два основни въпроса: за формите на държавната уредба и за най-добрата от тях.
Цицерон дава едно от знаменитите определения на държавата. Според него държавата (rep populi), от семантична гледна точка res publica изразява идеята за нещо, което принадлежи на всички или е дело на всички. Тя е и общност на много хора, свързани чрез съгласие по въпросите на правото и обществените интереси, тя зависи от съзнанието за взаимни задължения и взаимно признаване на правата, които спояват гражданите на всяка държава. „Народ не е всяко обединение от хора, събрани по какъвто и да е начин, но обединение от много хора, които са свързани чрез единно право и общи интереси“. Първопричината за това обединяване е не толкова тяхната слабост, колкото вродената им способност да живеят съвместно (обществено).
Тези идеи за държавата се допълват със съответния анализ в трактата „За законите“, в който те се дефинират като израз на отговарящия на природата и заложен в хората разум, свързващ гражданите не само в една държава, но и с боговете. Така че съвместният живот на хората, който определя същността на държавата, се споява от законите (и от изразения в тях разум на природата и боговете). Всички свързани с общо право и закони хора образуват общността на държавата. По своята разумна природа хората са равни и само на тази основа те могат да се подведат под общо определение. Ако по природа бяха различни, те не биха могли да се определят общо.
За разлика от Аристотел (според когото свободното гражданство е отношение между равни, но тъй като по природа хората не се раждат равни, гражданството трябва да се ограничи до внимателно подбрана група) Цицерон твърди, че тъй като хората са подчинени на един закон и чрез него стават съграждани, те трябва да са равни, че в притежаването на разум и в произтичащите от него права се състои равенството между хората. Този важен теоретичен принос на хуманист Цицерон е формулиран в трактата му „За законите“. Като дава определение на държавата, той дава на света и думата република.
В съответствие с древногръцката традиция Цицерон отделя голямо внимание на анализа на различните форми на държавно устройство. Той обособява три прости (или „чисти“) форми на държавата: монархия, аристокрация и демокрация. Всяка от тях е неустойчива, нестабилна и лесно се изражда в съответната ѝ неправилно („лоша“) форма. Така се появява своеобразен кръговрат на сменящи се форми на държавата.
Чрез думите на Сципион (един от участниците в диалога) Цицерон излага възгледите на привържениците на всяка форма на държавна уредба и едва в отговор на повторно зададения въпрос на Лелий (друг участник в диалога) той заявява, че ако трябва да се избере една от споменатите три типа държави, би предпочел царската власт. Но по-добър от него е този, който ще бъде резултат от умереното съчетаване на трите начина на държавна уредба.
Цицерон разкрива както положителните, така и отрицателните страни на трите „прости“ форми на държавната власт. „Със своето благоволение към себе си ни привличат царете, с мъдростта - оптиматите, със свободата - народите“. Макар че предпочита царската власт в рамките на отношението на трите „прости“ форми, той не пропуска да изтъкне, че всички те имат отрицателни страни. Те са свързани предимно с едностранчивостта, нестабилността и преходността на простите форми. Той възприема анализа на Полибий за т.нар. кръговрат на формите на държавата и за опасностите, свързани с тяхното превръщане в неправилни форми с порочни и несправедливи действия.
Цицерон открива истинската държава извън нейните три прървични форми. В духа на древногръцката традиция той смята за най-добра „смесената формна на държавата“, която обединява положителното и изключва недостатъците и крайностите, характерни за „простите“ форми на държавата, която се образува от равномерното смесване на трите добри „прости“ форми. (Подобно на Аристотел Цицерон обособява три правилни форми на държавата, на които съответстват три неправилни – тирания, олигархия и анархия).
Смесената или истинската държава трябва да притежава:Нещо отличително и царствено, друго-да е предпоставено и разпределено за решаване от първенците, а някои дела да бъдат оставени на преценката и волята на народа. Такова устройство има, първо, една голяма справедливост, от която свободните хора мъчно да са лишени дълго време и второ, има стабилност.
Цицерон разработва идеята за най-добрата държавна уредба по индуктивен път, в тясна връзка с историята на римските институции от епохата на римската сенатска република. В нея консулите изразяват монархичното начало, Сенатът-аристократичното, а комиците (народните събрания) и народните трибуни-демократичното.

### Заговорът на Катилина
През 63 г. пр.н.е. Цицерон е избран за консул. За неговото избиране помага фактът, че неговият съперник, Катилина, открито говори за революционни промени, в случай, че бъде избран за консул. Това силно обезпокоило римляните и те отдават предпочитанията си на кандидатурата на Цицерон.
След поражението на изборите, Катилина започва заговор с цел получаване на властта. Този заговор е разкрит от Цицерон. Четирите сенатски речи на Цицерон срещу Катилина, считащи се за образец на ораторското изкуство (реторика), принуждават Катилина да избяга в Етрурия. В последващите заседания на Сената, който Цицерон ръководи, е решено да бъдат арестувани и убити без съд тези заговорници, които са останали в Рим, тъй като представляват заплаха за държавата и обичайните при такива случаи мерки – домашен арест или изгнание – няма да са достатъчно ефективни. Юлий Цезар, който присъства на заседанието, се изказва против смъртното наказание и само Марк Порций Катон Младши в своята реч, не толкова говорещ за вината на заговорниците, а прехвърляйки подозренията за участие в заговора на самия Цезар, успява да убеди сенаторите в необходимостта от смъртна присъда.

В този период славата и влиянието на Цицерон достигат своя връх. Възхвалявайки неговата решителност, Катон го нарича Pater Patriae, „Баща на отечеството“. По това време, както пише Плутарх, 
„много изпитват към него неприязън и даже ненавист – и не за някоя глупава постъпка, а само заради това, че той безкрайно възхвалява самия себе си. Нито сенатът, нито народът и съдът не успяват да се съберат и разотидат, без да изслушат още един път старата песен срещу Катилина... Той наводни с хвалби своите книги и съчинения, а речите му, винаги така благозвучни и очарователни, станаха мъка за слушателите“ 
За своето участие в потушаването на Заговора на Катилина, Цицерон е първият носител на титлата Pater Patriae, и един от двамата носители на тази титла (заедно с Цезар), който не е император.
В края на живота си се отдава на философия. Пише диалозите „За страстта“, „За приятелството“ и други. В основата на неговото учение, синтезиращо редица други, е моралът.
Цицерон е обезглавен на 7 декември 43 пр.н.е. Главата и ръцете му са изложени на трибуната на Римския форум по нареждане на триумвира Марк Антоний, който не може да му прости „Филипиките срещу Марк Антоний“.

## Семейство и деца
Неговата първа съпруга от 76 пр.н.е. е Теренция, дъщеря на богатия Теренции Варон. Тя има зестра от сто хиляди денарии. Развежда се през октомври 46 пр.н.е. С нея той има децата:
- Тулия (* 5 август 79 или 78 пр.н.е.; † февруари 45 пр.н.е.) и
- Марк Тулий Цицерон Младши (* 65 пр.н.е., консул през 30 пр.н.е.).

След развода си той се жени вече 60-годишен през ноември 46 пр.н.е. за 15-годишната му богата довереница Публилия, за да върне с нейната зестра обратно зестрата на Теренция. След смъртта на неговата дъщеря той се развежда след няколко месеца.

## Творчество
Писмената работа на Цицерон може да бъде подредени в три категории. Цялото негово творчество има политическа цел.
Първата категория труд на Цицерон са философските му писания. Някои от тях са загубени почти изцяло, а няколко от другите са достъпни само в частично състояние. Макар че всяка от тях е посветена и адресирано до дадено лице или две, те са били предназначени да се четат от по-широка аудитория, и дори в края на живота си Цицерон никога не се отказа изцяло от надеждата, че Републиката и влиянието му ще бъдат възстановени.

### „За държавата“ и „За законите“
Публиката се запознава с произведението „За държавата“ (De re publica) през пролетта на 51 г. „За законите“ е завършена вероятно преди поемането на управление на провинция (май 51 г.). Двете произведения са допълнени от съчинение за съобразеното с нравствеността действие „За длъжностите“ (De officiis), в което Цицерон с многобройни примери от историята и съвремието на Римската република илюстрира своето, основано върху стоически предпоставки, учение за съвместимостта на морално оправданото и ръководеното от интереси действие.
В „За държавата“ Сципион Емилиан, разрушителят на Картаген, няколко дни преди смъртта си през 146 г. пр.н.е. води хипотетичен разговор с кръг от приятели. „За държавата“ започва с дефиниция на общността, която предлага едно етимологически обосновано отъждествяване на res publica и res populi. Народ (populus) не е някакво произволно множество от хора (coetus), а само такова обединение на хора, което почива върху общо разбиране за правото (iuris consensus) и общност на интересите (utilitatis communio). Първичният мотив за обединяването на хората не се състои в тяхната слабост, а във вътрешно присъщия им естествен стремеж към общност. Мотивът за слабостта може да се изведе от Платон, а мотивът за стремежа към общност – от Аристотел.
„За законите“ се разиграва във времето на Цицерон. Беседата водят той самият, неговият брат Квинт, както и приятелят му Атик. Това е един свързан текст, запазен до средата на III книга, който повдига въпроси от философията на правото и дава детайлен обзор на римското сакрално и конституционно право. Повлиян както от Аристотел, така и от стоиците, Цицерон представя природата като източник на правото, достъпен на всеки индивид чрез неговя разум.
И в двете книги се разглежда най-добрата държава, нейните правни и нравствени основания, както и най-добрия държавник. Двете съчинения Цицерон пише по модела на Платоновите „Държавата“ и „Закони“.

#### Речи
Цицерон е публикувал повече от 100 речи, политически и съдебни, от които до нас са достигнали 58. До наши дни са оцелели също и 19 трактата по риторика, политика и философия, по които са се учили на ораторско изкуство поколения юристи. Освен това са съхранени и повече от 800 писма на Цицерон, съдържащи много биографички сведения и много ценна информация за римското общество от края на републиканския период.

#### Трактати
Неговите философски трактати не съдържат нови идеи, но са ценни с това, че излагат подробно и неутрално учения на водещи философски школи от онова време: стоици, академици и епикурейци.
Работите на Цицерон оказват силно влияние на религиозни мислители, в частност на блаж. Августин, на представители на Ренесанса и хуманизма (Петрарка, Еразъм Ротердамски, Бокачо), на френските просветители (Дидро, Волтер, Русо, Монтескьо) и много други.
В Успоредни животописи Плутарх описва живота на Цицерон наред с този на Демостен.

## Издания
- Марк Тулий Цицерон. Избрани писма. С., НК, 1983 (Библиотека за антична литература „Хермес“).
- Марк Тулий Цицерон. Избрани речи. С., Наука и изкуство, 1983 (Велики оратори).
- Марк Тулий Цицерон. Етически трактати. С., НК, 1984 (Библиотека за антична литература „Хермес“).
- Марк Тулий Цицерон. О природе богов. СПб., Азбука-классика, 2002.
- Марк Тулий Цицерон. Об обязанностях. М., АСТ, 2003 (Философия. Психология, 6).
- Марк Тулий Цицерон. За задълженията. Тускулански беседи. С., УИ, 2008.

## Изследвания
- Зелинский, Ф. Ф. Цицерон в истории европейской культуры. – В: Същият. Возрожденцы (научно-популярные статьи). СПб., Алетейя, 1997, 23 – 63.
- Ланге-Айхбаум, Вилхелм, Волфрам Курт. Гении, лудост и слава. Т. 2. Философи и мислители. С., Кибеа, 2001, 38 – 43.
- Бобровникова, Т. А. Цицерон: Интеллигент в дни революции. M., Молодая гвардия, 2006.